# Xã Virginia, Quận Cass, Illinois
Xã Virginia (tiếng Anh: Virginia Township) là một xã thuộc quận Cass, tiểu bang Illinois, Hoa Kỳ. Năm 2010, dân số của xã này là 1.827 người.